# Farlowella mariaelenae
Farlowella mariaelenae — вид риб з роду Farlowella родини Лорікарієві ряду сомоподібні.

## Опис
Загальна довжина сягає 17 см. Голова витягнута і струнка. Морда тонка. У самця під час нересту з боків носа з'являються товсті одонтоди (шкіряні зубчики). Очі невеличкі. Рот помірного розміру. Тулуб дуже подовжений і стрункий. На череві є 3 рядки щитків. Спинний і анальний плавці розташовані навпроти одного. Грудні плавці невеличкі, трохи широкі. Черевні плавці крихітні. Хвостовий плавець нагадує роздвоєний батіг.
Забарвлення коричневе мінливої інтенсивності: кожна наступна частина трохи темніше за попередню. Морда майже чорного кольору. Від неї відходять 2 поздовжні смуги, проходячи через очі й далі спинного плавця. Смуги практично прямі, мають зазубрений верхній край. Спинний, грудні та черевні плавці мають малюнок зі смужок, що складаються з крапок. Черево блідне.

## Спосіб життя
Воліє до чистої води, насиченої киснем. Зустрічається в невеличких річках та струмках з піщаним ґрунтом. Активний у присмерку та вночі. Живиться коричневими та зеленими водоростями.

## Розповсюдження
Мешкає у річці Оріноко та прибережних річок Карибського моря.